# Silene velebitica
Silene velebitica là loài thực vật có hoa thuộc họ Cẩm chướng. Loài này được (Degen) Wrigley miêu tả khoa học đầu tiên năm 1986.